# Pagliara
Pagliara (Pagghiara in siciliano) è un comune italiano di 1 115 abitanti della città metropolitana di Messina in Sicilia.
Fa parte all'Unione dei comuni delle Valli joniche dei Peloritani.

## Geografia fisica
L'odierno centro abitato si estende a mezza collina, sui monti peloritani, dominato da U Pizzu Tunnu (un monte dalle caratteristiche morfologiche così aspre che ne rendono difficile la scalata), sulla sponda sinistra dell'omonimo torrente, all'altezza del km. 3,5 della Strada Provinciale 25 (Roccalumera-Mandanici) che attraversa il paese da est ad ovest.

## Storia
Alcuni studiosi sostengono che nell'ampio letto del torrente che costeggia tutt'oggi l'abitato, nel periodo di fine estate del 36 a.C., trovò facile riparo l'esercito di Sesto Pompeo, che di lì a poco si sarebbe scontrato con Ottaviano, futuro primo imperatore romano. Pare inoltre che intorno all'anno 1000 dei pastori provenienti dall'allora casale di Nisi (Fiumedinisi), alla ricerca di una zona dal clima più mite, si stabilirono nell'alveo dell'allora torrente Santa Caterina (oggi torrente Pagliara) dove costruirono delle case fatte di paglia e rami, le cosiddette "pagliare". Da qui inizialmente la denominazione di "Casale Tuguriorum".
La prima citazione risale tuttavia al 1134, quando il re di Sicilia Ruggero II, assegnò questo villaggio all'abate basiliano Luca I, Archimandrita di Messina e Barone di Savoca. Pagliara divenne, assieme al vicino villaggio di Locadi, uno dei casali facenti parte alla Baronia di Savoca. Nel Cinquecento il villaggio era già parecchio sviluppato tanto che lo storico Rocco Pirri nel suo volume Sicilia Sacra, parla di "Casale Tuguriorum", e cioè, nel linguaggio dell'epoca, di un centro rurale di mediocre entità, con forme chiuse e ammassate e con una media di 60 famiglie, censite allora assieme a quelle di Savoca.
Nel 1695, Pagliara si emancipa da Savoca, diventando comune autonomo. Sotto la sua autorità furono poste le borgate di Rocchenere e Madonna delle Grazie. Già nel 1652, tutti i censimenti considerarono gli abitanti di Pagliara separatamente da quelli di Savoca. Inoltre alcune opere d'arte conservate nelle chiese dei SS. Pietro e Paolo e di San Sebastiano confermano l'ascesa e la prosperità che nel seicento dovettero caratterizzare la vita del neo-Municipio.
Nel Settecento Pagliara raggiunse la massima prosperità artistica ed economica grazie alla coltivazione ed alla lavorazione in vari mulini del baco da seta. Altra area significativa fu la "Marina di Pagliara" che, sino al 1854 fu parte integrante del comune, poi aggregata a Roccalumera, conosciuta già in epoca romana con il nome di Tamaricium et Palmarum. Nella marina sorgevano già nel Seicento varie locande, e sino all'Ottocento ne rimase in funzione una denominata "Zi Paola", punto di ritrovo di molti viaggiatori dell'epoca.
Dalla prima metà dell'Ottocento, cominciò per Pagliara un lento degrado, facilitato dallo spostamento della popolazione verso la marina e fu così che con regio decreto dell'11 aprile 1880, il comune di Pagliara venne soppresso ed il suo territorio fu aggregato a quello di Roccalumera (1º luglio 1880). Solo con la Legge n. 743 del 5 luglio 1914 Pagliara riuscì a ripristinare la propria autonomia con il distacco da Roccalumera.
Nel XX secolo, la crisi perdurò fino alla fine della prima guerra mondiale, seguito da un fecondo periodo (1921-1940) caratterizzato da un notevole incremento demografico e sviluppo edilizio. Durante la seconda guerra mondiale La vallata del torrente Pagliara fu teatro di una cruenta battaglia tra le forze nazi-fasciste sconfitte e quelle anglo-americane. Qui fu fermata la ritirata tedesca e furono fatti prigionieri due loro battaglioni, grazie all'ostacolo naturale che le colline della zona presentano e al percorso sinuoso del fiume. Tra il 1941 e il 1960 vi fu un altro periodo di crisi nell'espansione urbana dovuto ancora una volta, in gran parte alle perdite subite durante la seconda guerra mondiale.
Nel territorio attuale sono comprese anche le frazioni Rocchenere e Locadi (comune autonomo fino al 1928 e frazione di Furci Siculo fino al 1938), posta di fronte a Mandanici a 330 m sul livello del mare al cui interno si trovano ancora strutture in rovina del tardo Seicento e la cinquecentesca "Torre Sollima". Nelle campagne circostanti sono inoltre ancora visibili antichi mulini ad acqua e vecchi frantoi. Oggi gli abitanti di Pagliara sono occupati nel settore terziario ed alcuni si dedicano alla coltivazione degli agrumi e degli ulivi.
La struttura urbana antica è ancora pressoché intatta. Sulla via principale spiccano alcuni palazzi ottocenteschi (Calabrò, Allegra) e nei viottoli caratteristici si possono ammirare archi di pietra gialla e testimonianze di abitazioni tardo-medievali. Nel centro del paese, in via Carceri, sono ancora visibili i resti delle antiche prigioni, mentre in contrada Rinaldo esistono ancora i resti di un antico frantoio a trazione animale, unitamente ai resti di un mulino ad acqua.
A Pagliara si trova inoltre un pino marittimo alto 25 metri e con un imponente tronco della circonferenza di 4,70 metri ed un diametro dell'ombra proiettata di almeno 30 metri, per il quale è stato richiesto l'inserimento nel Guinness dei primati, Il pino si trova in mezzo ad una distesa di alberi d'ulivo di cui l'intera vallata è tanto ricca da essere stata ribattezzata “Valle degli ulivi”, nelle adiacenze del palazzo Loteta (famiglia nobiliare Messinese che possedeva nel territorio di Pagliara la residenza estiva ed una stalla).

### Simboli
Lo stemma e il gonfalone del Comune di Pagliara sono stati concessi con decreto del presidente della Repubblica del 18 gennaio 2006.
Stemma
Gonfalone
Bandiera
La bandiera, concessa con D.P.R. del 5 agosto 2013, è un drappo interzato in palo di verde, di giallo, di verde; il palo di giallo caricato dello stemma comunale.

## Monumenti e luoghi d'interesse
- A Pagliara: chiesa di San Sebastiano, chiesa matrice dei Santi Pietro e Paolo, palazzo Calabrò, palazzo Loteta
- Nella frazione Rocchenere: chiesa di San Francesco, chiesa di Santa Lucia
- Nella frazione Locadi: chiesa matrice di San Giovanni, torre Sollima

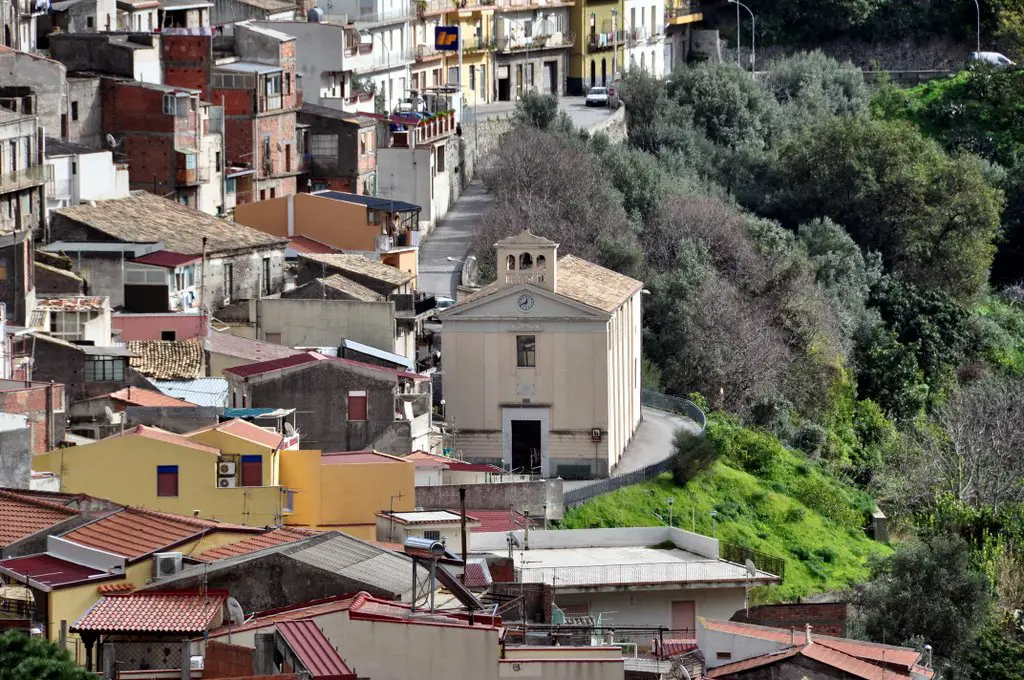
Chiesa Ss. Pietro e Paolo

## Società

### Evoluzione demografica
Abitanti censiti

## Come arrivare: Trasporti
- Treno: Stazione FF.SS. "Roccalumera-Mandanici" della linea Messina-Catania-Siracusa (a 3 km dal centro abitato)
- Automobile: via Autostrada: A18 Messina-Catania, Casello di Roccalumera, dirigersi sulla sinistra nella S.S. 114 in direzione Messina fino al Bivio in Piazza Mazzullo nel Comune di Roccalumera, da qui proseguire sulla S.P. 25 "Roccalumera-Mandanici" per circa 3 km
- Autobus: Autolinea Interbus

## Amministrazione
Di seguito è presentata una tabella relativa alle amministrazioni che si sono succedute in questo comune.
| Periodo        | Periodo        | Primo cittadino                 | Partito      | Carica              | Note   |
| -------------- | -------------- | ------------------------------- | ------------ | ------------------- | ------ |
| 12 maggio 1988 | 23 maggio 1990 | Agatino Pitrolo                 | -            | Sindaco             | [ 10 ] |
| 23 maggio 1990 | 14 giugno 1994 | Salvatore Grasso                | -            | Sindaco             | [ 10 ] |
| 28 giugno 1994 | 25 maggio 1998 | Giuseppe Spadaro                | -            | Sindaco             | [ 10 ] |
| 25 maggio 1998 | 27 maggio 2003 | Alfredo Giuseppe Allegra Garufi | lista civica | Sindaco             | [ 10 ] |
| 27 maggio 2003 | 5 luglio 2006  | Domenico Santi Prestipino       | lista civica | Sindaco             | [ 10 ] |
| 5 luglio 2006  | 15 maggio 2007 | Antonino Piccione               |              | Comm. straordinario | [ 10 ] |
| 15 maggio 2007 | 8 maggio 2012  | Santi Di Bella                  | lista civica | Sindaco             | [ 10 ] |
| 8 maggio 2012  | 12 giugno 2017 | Domenico Santi Prestipino       |              | Sindaco             | [ 10 ] |
| 12 giugno 2017 | in carica      | Sebastiano Antonio Gugliotta    |              | Sindaco             | [ 10 ] |

### Altre informazioni amministrative
Il comune di Pagliara fa parte delle seguenti organizzazioni sovracomunali: regione agraria n.6 (Montagna litoranea dei Peloritani).